# Europäischer Kulturfernwanderweg Hugenotten- und Waldenserpfad

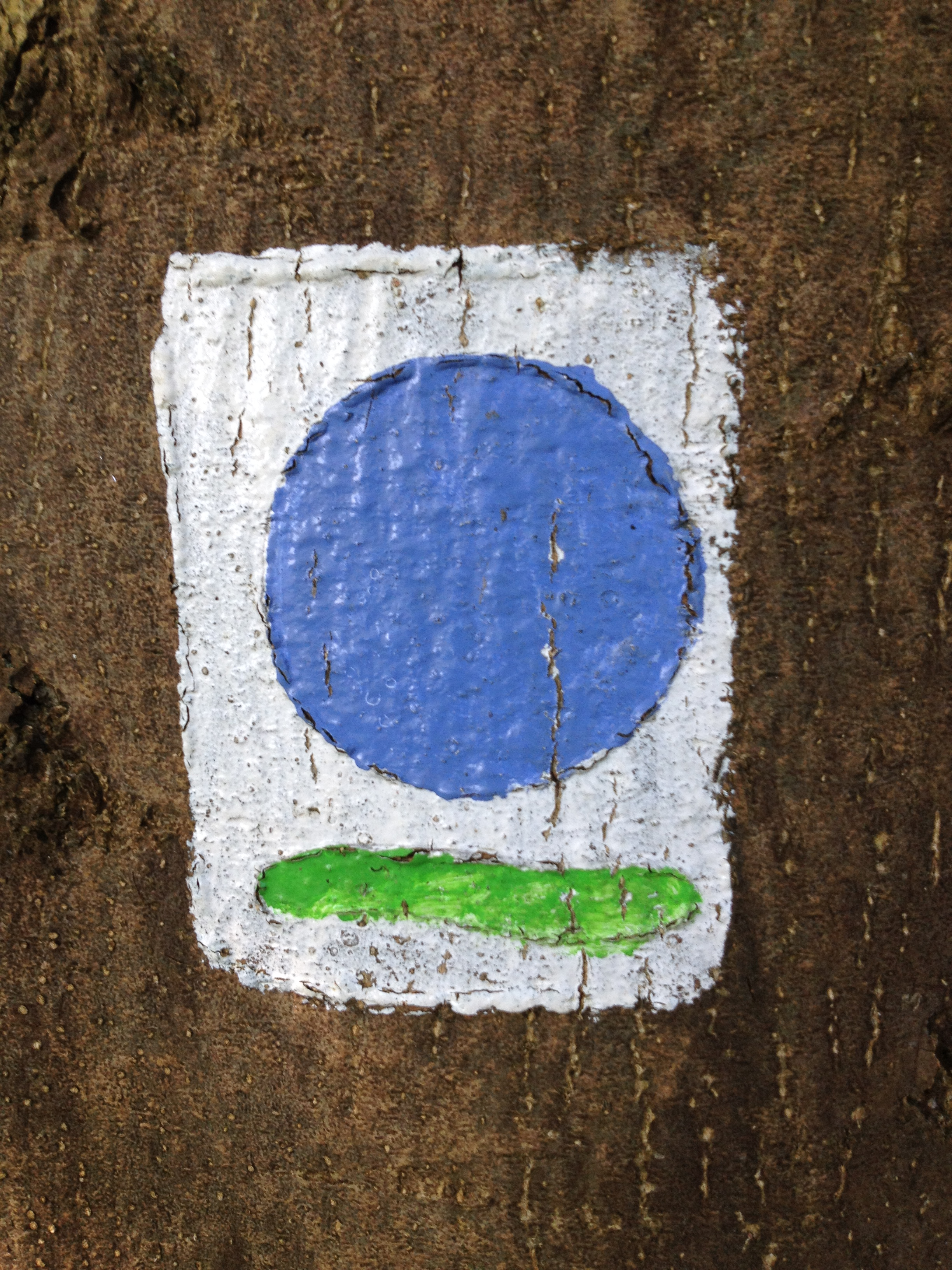
Wegzeichen

Der Europäische Kulturfernwanderweg Hugenotten- und Waldenserpfad ist ein markierter Wanderweg von etwa 1800 (Jahr 2013) und 2300 Kilometer Länge (Jahr 2023), der den realen historischen Fluchtwegen der Hugenotten und Waldensern folgt. Er beginnt im französischen Le Poët-Laval, im italienischen Torre Pellice und endet im deutschen Bad Karlshafen.
Er entstand in einer Kooperation mehrerer Partner in Deutschland, Frankreich, Italien und der Schweiz. Diese engagieren sich dafür, das Bewusstsein für das historische Kulturerbe der Hugenotten und Waldenser zu bewahren. Ferner möchten sie den Kulturwanderweg mit den Themen Exil, Migration und Integration in Verbindung bringen. 2013 ist der Hugenotten- und Waldenserpfad vom Europarat in die Liste der Kulturwege des Europarats aufgenommen worden.

## Überblick
In Deutschland hat sich im Juni 2009 in der Hugenottenstadt Neu-Isenburg ein Trägerverein gegründet, der sich für die Umsetzung dieser Ziele und die Realisierung des Kulturfernwanderweges in Deutschland einsetzt.
Dazu gehören Öffentlichkeits- und Informationsarbeit, Ausstellungen und Kulturveranstaltungen, die Beratung der Vereinsmitglieder, die Unterstützung bei der Einrichtung des Kulturfernwanderwegs und bei seiner Vermarktung. Auch in den französischen Partnerregionen ist das Projekt durch den Trägerverein Sur les pas des Huguenots in einer Vereinsform organisiert. Die Projektkoordinierung für die Partnerkantone in der Schweiz erfolgt durch die Stiftung VIA mit Hauptsitz in Bern. In Italien ist der Partner die Stiftung Waldensisches Kulturzentrum in Torre Pellice im Piemont.

## Weiterführende Informationen und geschichtlicher Hintergrund

### Hugenotten
Hugenotten ist die seit 1560 gebräuchliche Bezeichnung für die französischen Protestanten. Ihr Glaube ist stark von der Lehre des Reformators Johannes Calvin beeinflusst, der seine grösste Wirksamkeit in Genf entfaltete. Die Hugenotten wurden in Frankreich insbesondere im 16. und 17. Jahrhundert stark verfolgt. Besonders die Aufhebung des Edikt von Nantes und die Verfolgungen unter Ludwig XIV. ab 1685 lösten eine Fluchtwelle von etwa einer Viertelmillion Hugenotten vor allem aus der Dauphiné in Südfrankreich in die umliegenden protestantischen Länder und nach Übersee aus.

### Waldenser
Die Waldenser sind heute eine protestantisch reformierte Kirche mit starker Verbreitung in Italien. Ursprünglich als Vereinigung religiöser Laien im 12. Jahrhundert durch den Lyoner Kaufmann Petrus Valdes in Südfrankreich gegründet und von der römisch-katholischen Inquisition verfolgt und Ende des 17. Jahrhunderts aus dem Piemont vertrieben, bildeten die Waldenser während des Mittelalters eine der bedeutendsten Gruppen dissidenter Christen in der abendländischen Geschichte.

## Ziele und Grundsätze
Die Arbeit des Vereins „Hugenotten- und Waldenserpfad“ basiert auf den Ergebnissen einer mehrjährigen Kooperation mit den Partnern in Frankreich, in Italien und in der Schweiz. Diese Partnerschaft wurde im Rahmen einer transnationalen Kooperation im Rahmen der EU-Strukturförderung „LEADER“  aufgebaut, angestoßen 2004 von LEADER-Regionen in Hessen und in der ehemaligen französischen Region Rhône-Alpes. In den letzten Jahren ist zu den initiativen Partnerregionen eine Vielzahl von Kommunen, Kreisen und Vereinen in Deutschland und Frankreich hinzugekommen, außerdem fanden sich Partner in der Schweiz und in Italien. Der 1.800 km lange Kulturfernwanderweg führt durch Gebiete, in denen das Kulturerbe der Hugenotten und Waldenser erfahren werden kann.
Wichtigste Ergebnisse dieser europäischen Kooperationspartnerschaft sind:
- Die gemeinsame Erarbeitung einer touristischen Markt- und Marketingstudie (PDF), die die Grundlagen für die touristische Vermarktung des Kulturfernwanderwegs aufzeigt.
- Die Erarbeitung eines Corporate Designs, einer gemeinsamen verbindlichen Wort- und Bildmarke für die Wegbeschilderung und -markierung, für Veröffentlichungen und Auftritte der Partner (siehe hierzu Logo).
- Die Erarbeitung einer gemeinsamen internationalen Qualitätscharta, die durch nationale Qualitätshandbücher konkretisiert werden soll.
- Die Erarbeitung und Festlegung einer Routenführung für den Kulturfernwanderweg in allen vier beteiligten Ländern.

### Ziele
Mit der Schaffung des Weges sollen folgende Ziele erreicht werden:
- Bewahrung und Bewusstmachung des gemeinsamen kulturellen Hugenotten- und Waldensererbes u. a. durch Anerkennung als „Europäischer Kulturweg“ durch den Europarat, unter der Voraussetzung einer möglichen Finanzierung dieses Anerkennungsverfahrens.
- Steigerung der regionalen Wertschöpfung durch Qualitätstourismus
- Förderung des europäischen Bewusstseins und Zusammenarbeit durch Begegnung der Menschen

### Grundwerte
Folgende Grundwerte bilden die Basis des Projektes:
- Aus der Geschichte lernend, verpflichten sich die Projektpartner zum toleranten Umgang miteinander und dazu, Toleranz als identitätsgebende Leitlinie ihrer Partner zu wahren, seien es Geldgeber, Privatpersonen oder Institutionen. Das Thema Hugenotten und Waldenser wird gleichberechtigt dargestellt.
- Das Projekt ist überparteilich und konfessionsunabhängig.
- Im Sinne des AGENDA-Gedankens von Rio de Janeiro achten die Akteure auf soziale, ökologische und wirtschaftliche Nachhaltigkeit.
- Die Wegführung, Darstellung der historischen Bezüge und Vermarktung legt Wert auf Authentizität von Geschichte, Kultur, Kulturerbe und Natur durch den Zugang über alle Sinne.
- Das Thema des Wegs integriert Werte der Moderne, der Vernetzung, der Interaktivität und Internationalität.

Eine Werte- und Qualitätscharta soll allen Projektbeteiligte einen verbindlichen Rahmen zu Formen und Inhalten der internationalen und nationalen Aktionen geben. Sie erlaubt es, Dienstleistungsanbieter an die Werte und die gemeinsamen Aktionen zu binden. Bei der Anlage der Wege, der Infrastruktur, der touristischen Angebote und im Marketing beruht die Qualität auf den Werten des sich Wohlfühlens, des Komforts und der Gastlichkeit.

## Kulturelle Erlebnisse am Weg

### In Deutschland
- Flyer der Stadt Hanau

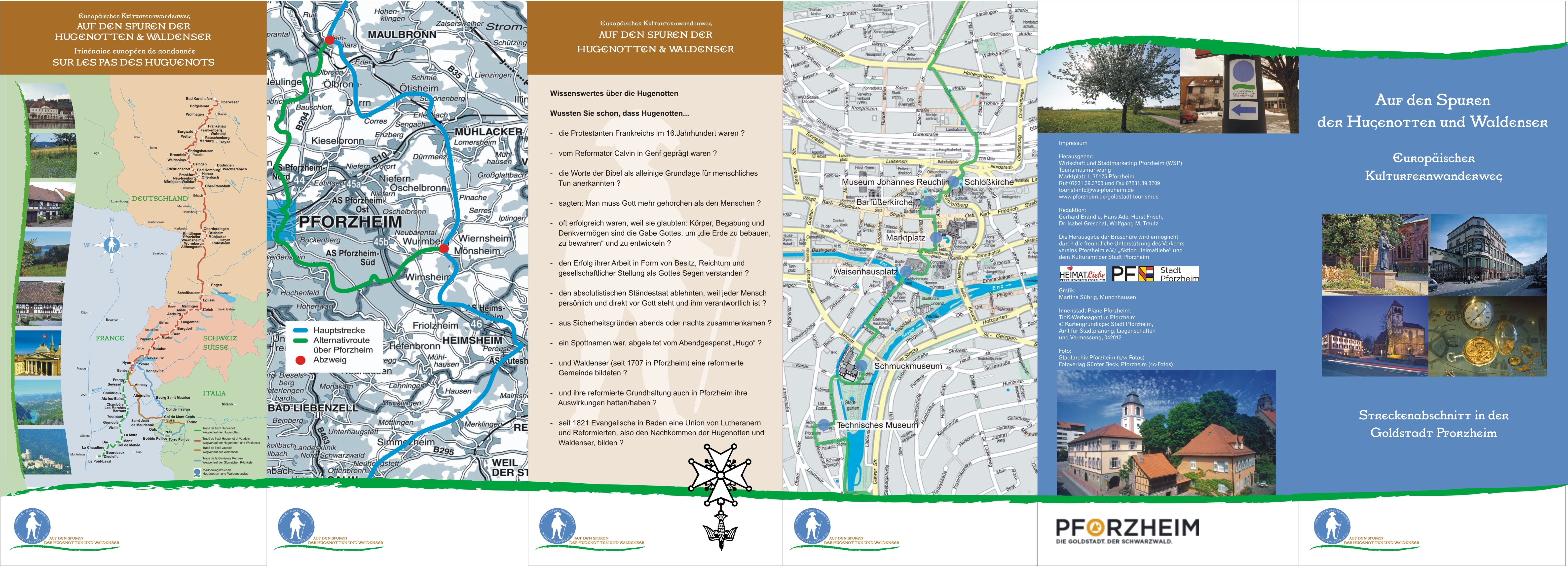
Stadt Pforzheim (1)
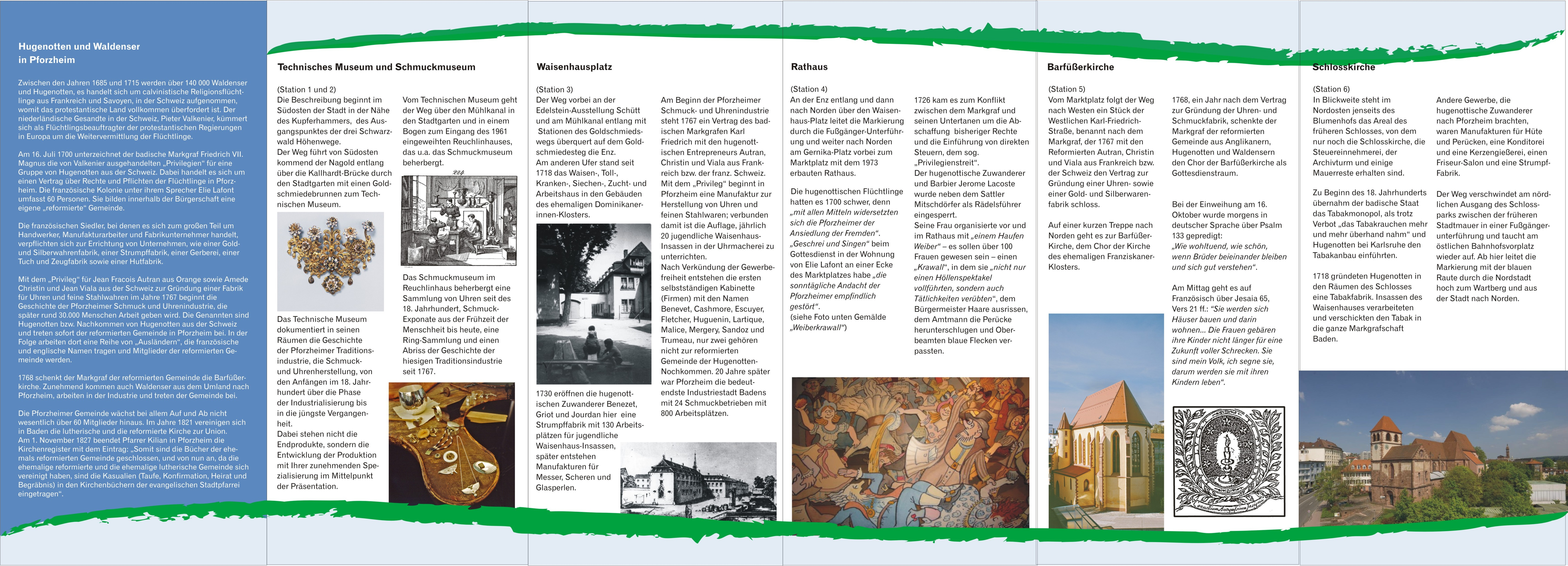
Stadt Pforzheim (2)
- Flyer Friedrichsdorf
- Flyer der Hugenottenstadt Neu-Isenburg

## Routenverlauf in den vier Ländern

### Deutschland

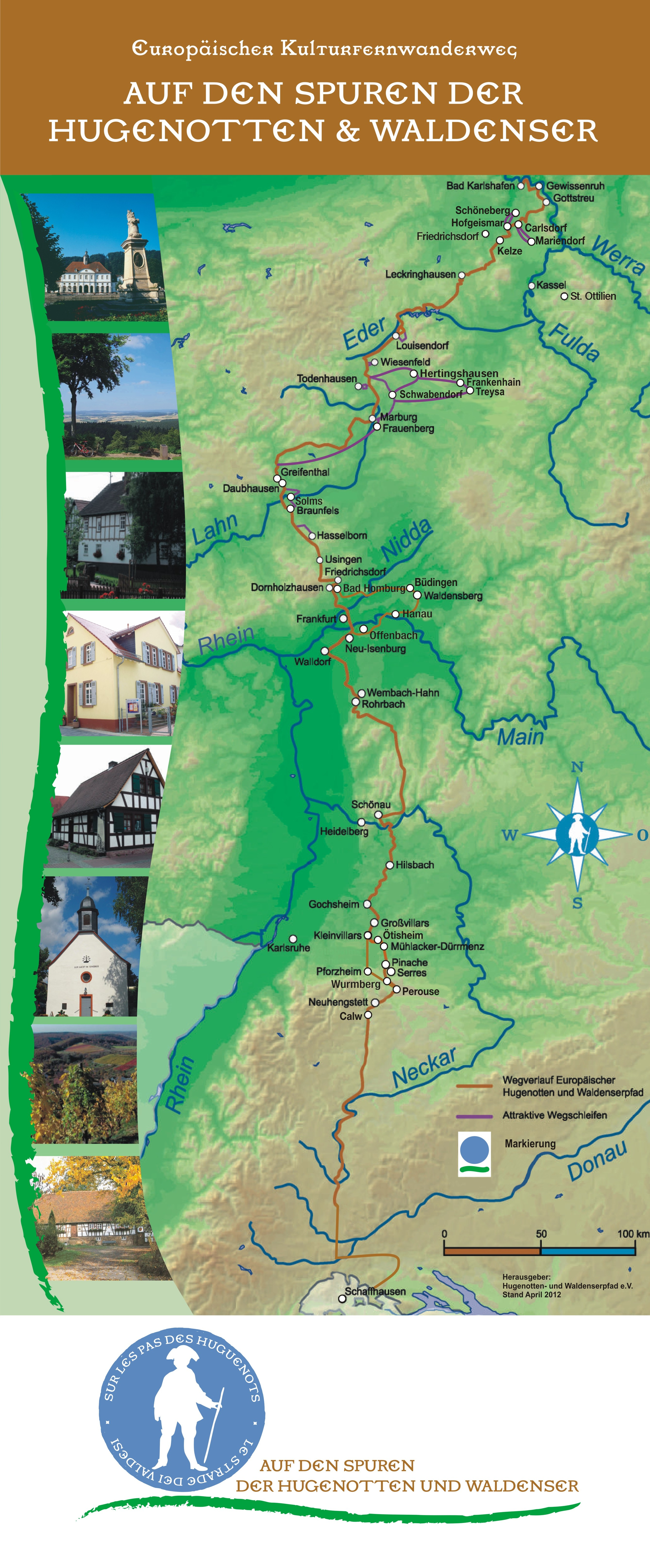
Deutsche Streckenführung

Ausgehend von dem für die Exilgeschichte der Flüchtlinge bedeutenden schweizerischen Grenzort Schaffhausen verläuft der Kulturfernwanderweg durch den Hegau und den südlichen Schwarzwald, weiter entlang des Neckars und zieht dann direkt auf Neuhengstett, den südlichsten Waldenserort zu.
Nach Norden weiter durch den Kraichgau verlaufend, durchzieht der Weg die dortigen Waldenserdörfer, bindet Pforzheim mit einer Schleife ein und geht dann nach Norden weiter.
Nach Überquerung des Neckars zieht er weiter durch den Odenwald, um nach den Waldenserorten Rohrbach, Wembach und Hahn in das südliche Rhein-Main-Gebiet zu kommen. Hier macht der Weg einen Bogen auf Walldorf zu, verläuft dann durch Neu-Isenburg, um durch Frankfurt nach Norden in den Taunus zu ziehen. Offenbach, Hanau und Waldensberg sind durch eine weiträumige Schleife an diese Hauptroute angebunden.
Im Taunus durchquert der Weg mehrere Orte, trifft auf die Lahn und zieht dann durch das Hessische Hinterland nach Marburg. Von hier aus geht der Weg weiter nach Norden durch den Burgwald, den Kellerwald und das nordhessische Bergland bis zum nördlichen Endpunkt Bad Karlshafen.
Prinzip der Wegführung ist es, bereits bestehende Wanderwege mit möglichst hoher Wegqualität zu nutzen. Bei einem Teil der Wegstrecke handelt es sich um zertifizierte Qualitätswanderwege. Ziel ist es, dieses Qualitätsniveau auf möglichst großen Streckenabschnitten zu erreichen, mindestens aber den in der Qualitätscharta festgehaltenen projekteigenen Qualitätskriterien zu entsprechen. Die Wegstrecke in Deutschland beträgt ohne die Wegschleifen etwa 1.000 Kilometer und ist durchgängig markiert und beschildert.

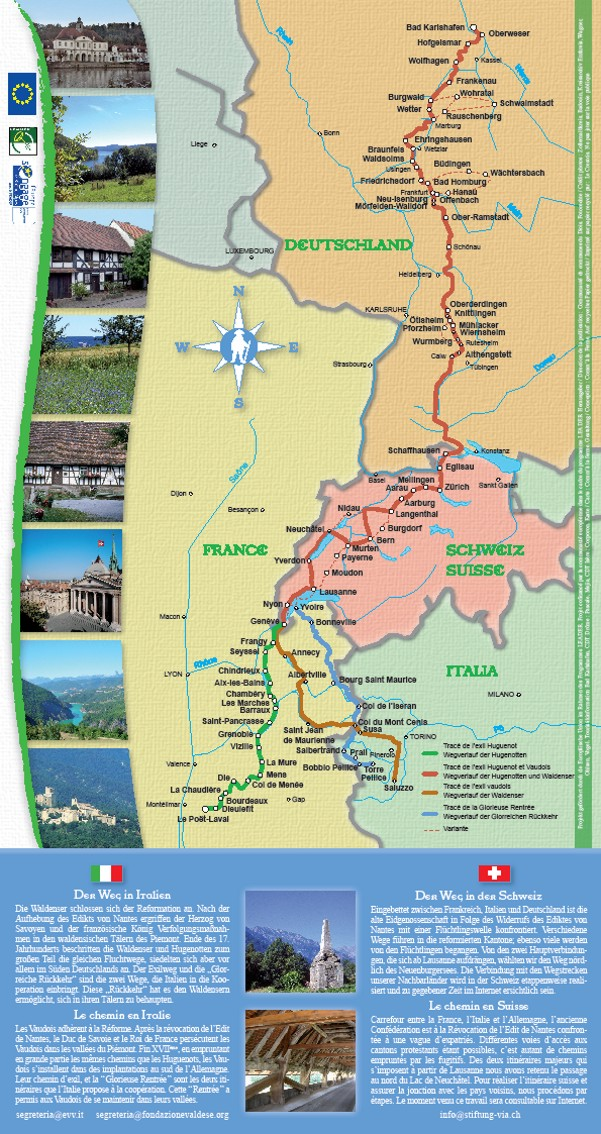
Internationale Streckenführung

### Frankreich
Die Route des Hugenotten- und Waldenserpfads beginnt im Süden in dem Ort Le Poët Laval, am Protestantischen Museum. In Frankreich führt der Weg unter der Bezeichnung Sur les pas des huguenots zunächst durch die Berglandschaften des Diois, wechselt bei der Stadt die über die Drôme und führt durch das Gebirge des Vercors und über den Col de Menée hinunter zum Tal der Isère. Dem Fluss folgt der Weg über Grenoble bis Chambéry. Vorbei am Lac du Bourget und der Stadt Aix les Bains zieht er dann nach Norden auf die Ebene von Genf zu, wo er sich mit der von Italien kommenden Route des Waldenserwegs La strada dei Valdesi (deutsch: der Weg der Waldenser) verbindet. Große Teile der bis zu 1200 Kilometer langen Route in Frankreich, die in 75 Etappen eingeteilt ist, sind im Rahmen der Wegbeschilderung ausgewiesen.

### Schweiz
Die Glaubensflüchtlinge hatten verschiedene Möglichkeiten, die Schweiz zu passieren, da mehrere Kantone ihnen ein begrenztes Aufenthalts- und Durchzugsrecht erteilt hatten und sie auch materiell unterstützten. Entsprechend unterschiedlich sind die individuellen Wegrouten gewesen. In der Regel führten die Wege nach Norden, wobei sich diejenigen Flüchtlinge, die es sich leisten konnten, auf der Aare oder dem Rhein einschifften. Andere zielten nach Schaffhausen, von wo sie sich mit Postkutschen oder zu Fuß über den östlichen Schwarzwald oder die Schwäbische Alb weiter in die deutschen Territorien bewegten.
Daher zeigt die Karte der historischen Wegebeziehungen in der Schweiz ein Muster verschiedener Wege und Orte, die bevorzugt benutzt und aufgesucht wurden. Mit einer Beschilderung nach den kantonalen Systemen ist ab 2014 zu rechnen, bis im Jahr 2023 betrug die gesamte Länge der verschiedenen Wege 580 Kilometer.

### Italien
Die Wahl des Routenverlaufs in Italien ist zum einen von den Fluchtwegen der Waldenser aus dem Piemont in Richtung Schweiz und Deutschland geprägt, zum anderen von dem „Weg der Glorreichen Rückkehr“, dessen Route waldensische Rückkehrer nutzten, um in ihre Heimat zurückzukehren und sie zu verteidigen. Beide Wegführungen verbinden sich auf französischen Gebiet zu einem großen Rundweg, in Italien vereinigen sich die Routen aus dem Pellicetal und von Turin aus über das Susatal ebenfalls zu einem Rundweg durch die Täler des Piemonts. Der Weg der Glorreichen Rückkehr ist bereits markiert.

## Projektstruktur und Organisation
Das europäische Kooperationsprojekt „Auf den Spuren der Hugenotten und Waldenser“ wird von vier nationalen Partnern auf der europäischen Ebene (Schweiz, Italien, Frankreich und Deutschland) getragen, welche durch Mitglieder auf nationaler Ebene unterstützt werden. Diese setzten sich aus Städten, Gemeinden und Kommunen, Landkreisen, Tourismusorganisationen, Naturparks, Vereinen und Verbänden sowie weiteren öffentlichen und privaten Mitgliedern zusammen.
In einer projektspezifischen Marketing- und Designstudie wurde ein Logo und Corporate Design entwickelt, welches im europäischen Maßstab patentrechtlich als Zeichen geschützt. Markeneigentümer ist die Region Pays de Diois im Departement Rhône-Alpes, einer der Partnerregionen im Projekt. Diese Region hat die Nutzungsrechte an die vertraglich eingebundenen Partner in Europa weitergegeben, hierüber liegen schriftliche Übergabeverträge vor.

## Visuelle Eindrücke

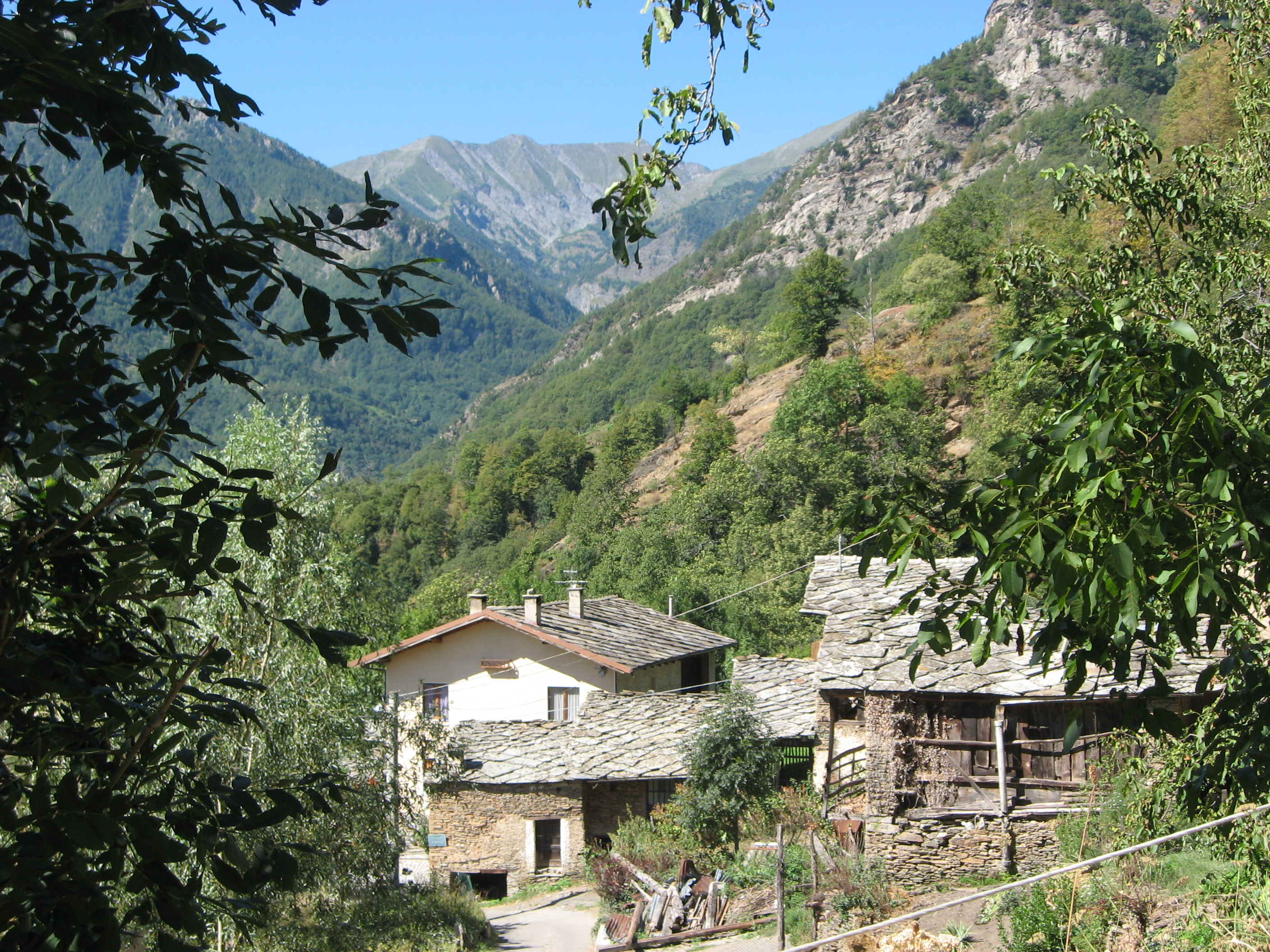
Waldensertal im Piemont
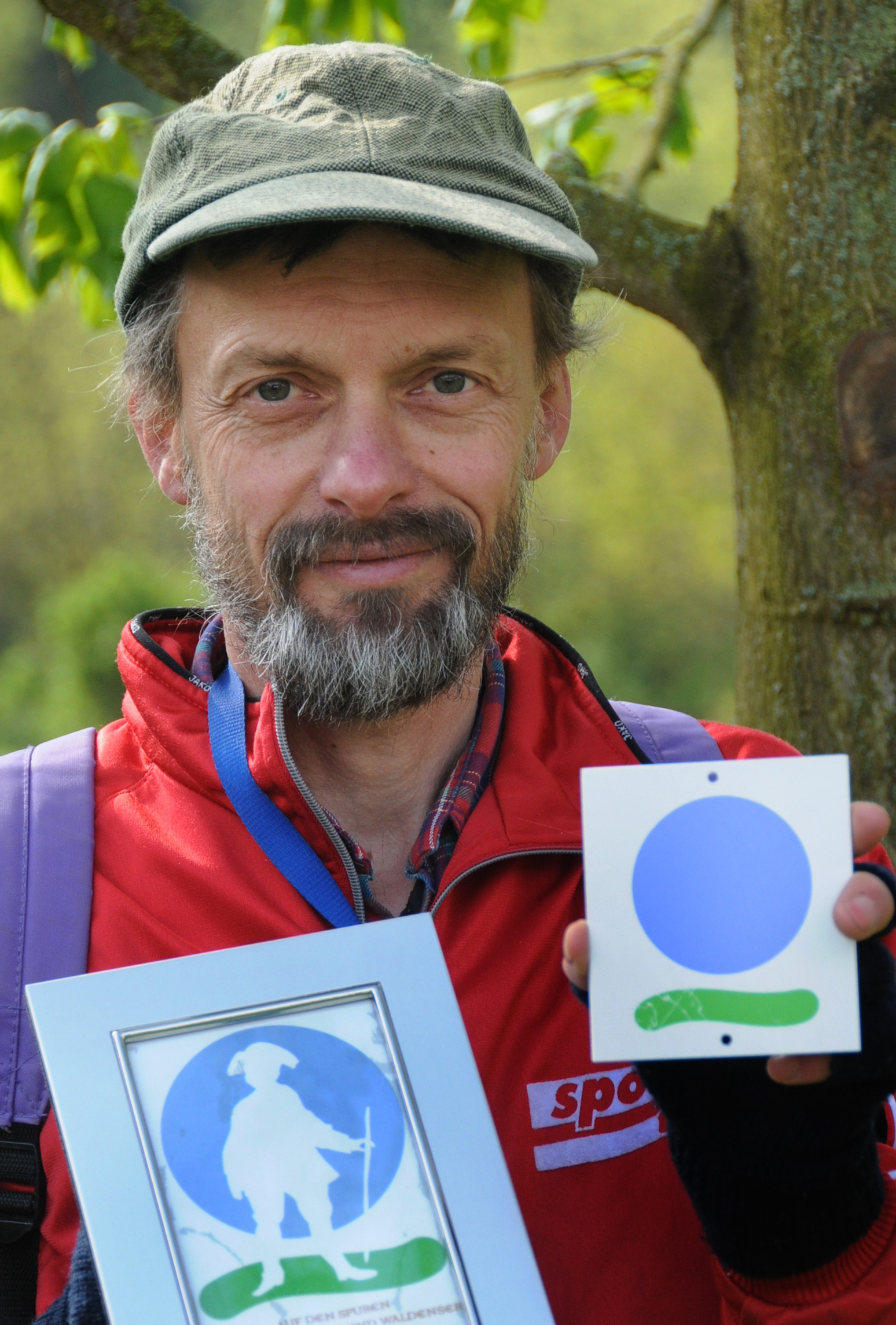
Markierung und Logo
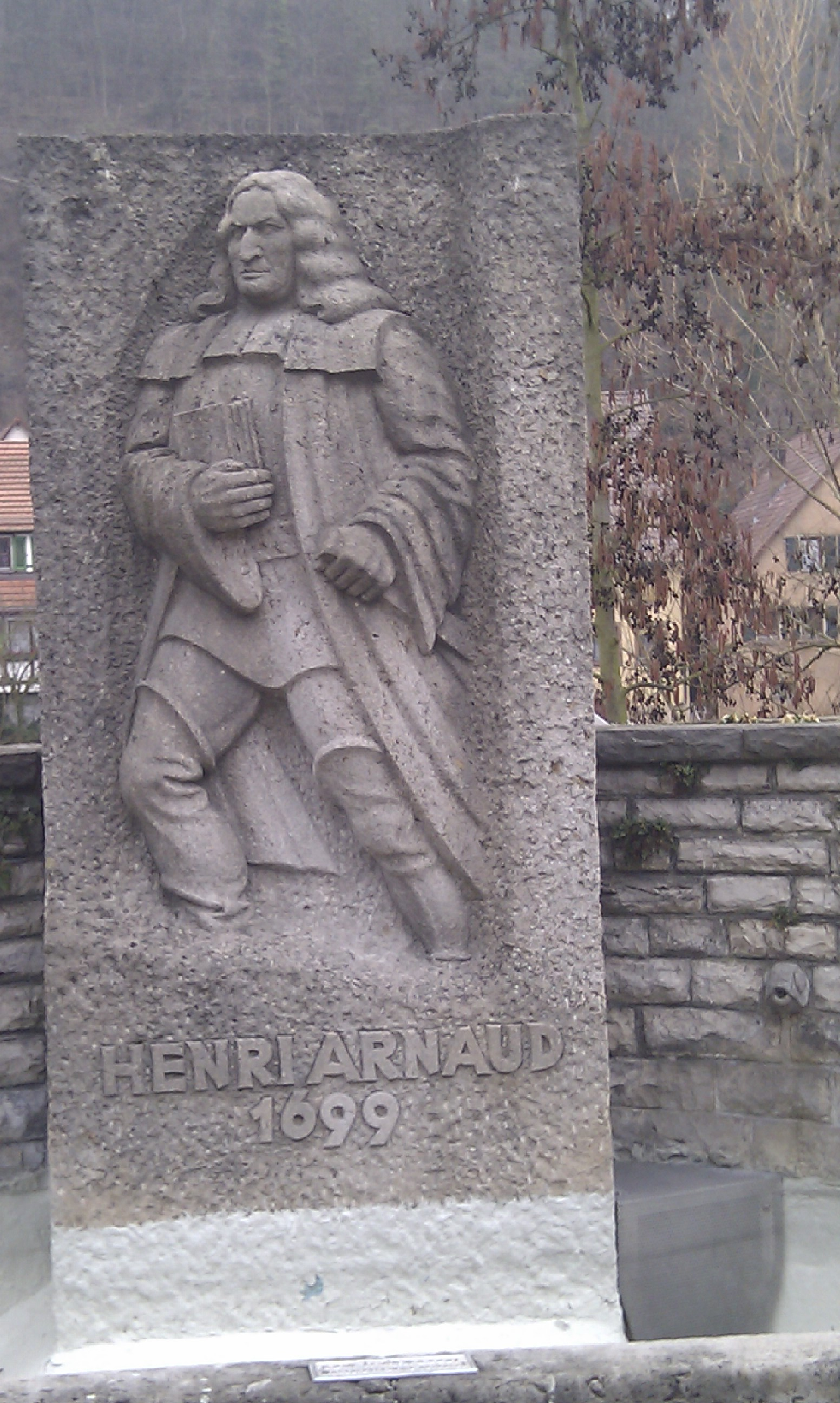
Brunnen in Mühlacker, der an Henri Arnaud erinnert
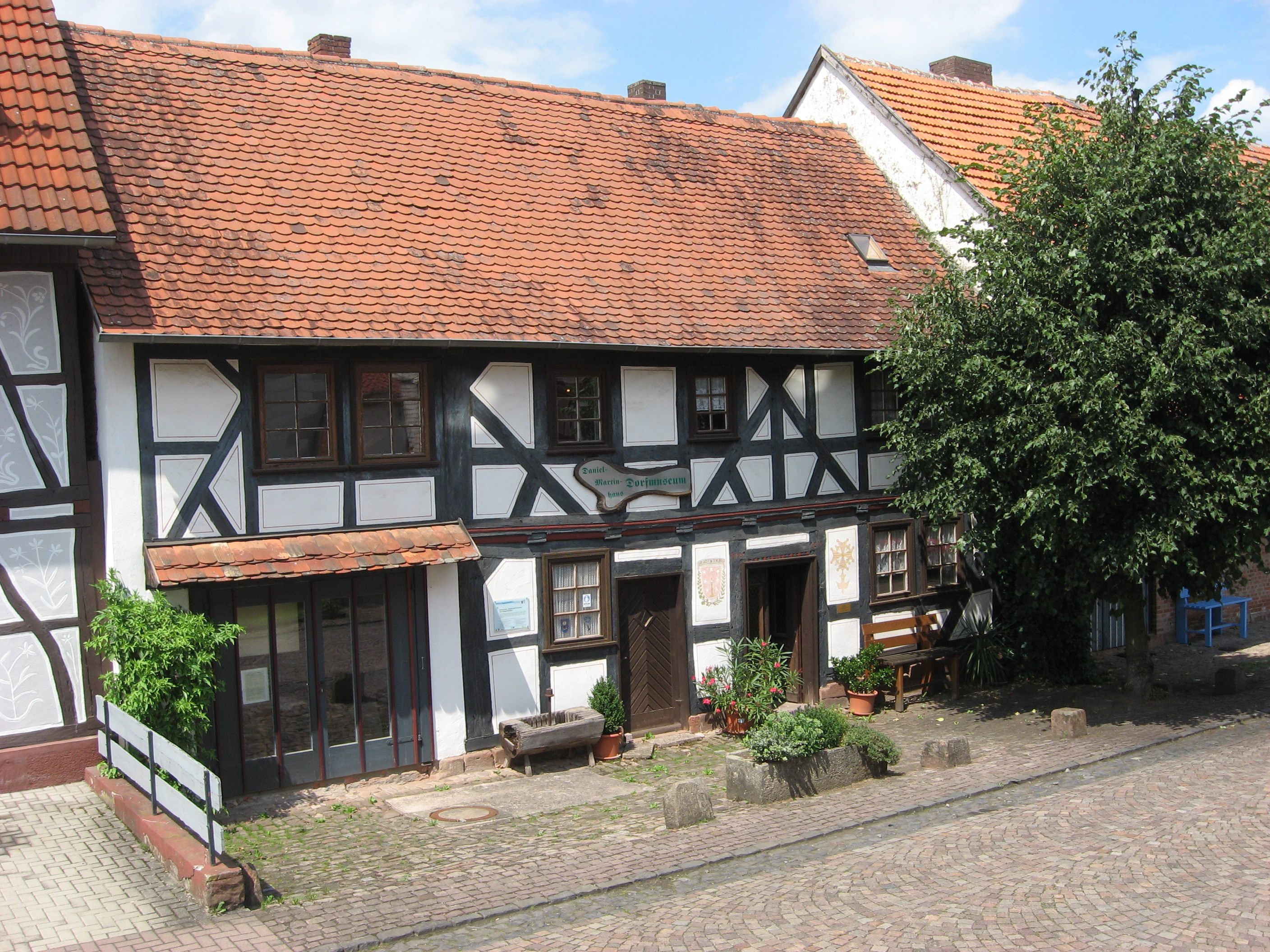
Dorfmuseum Schwabendorf
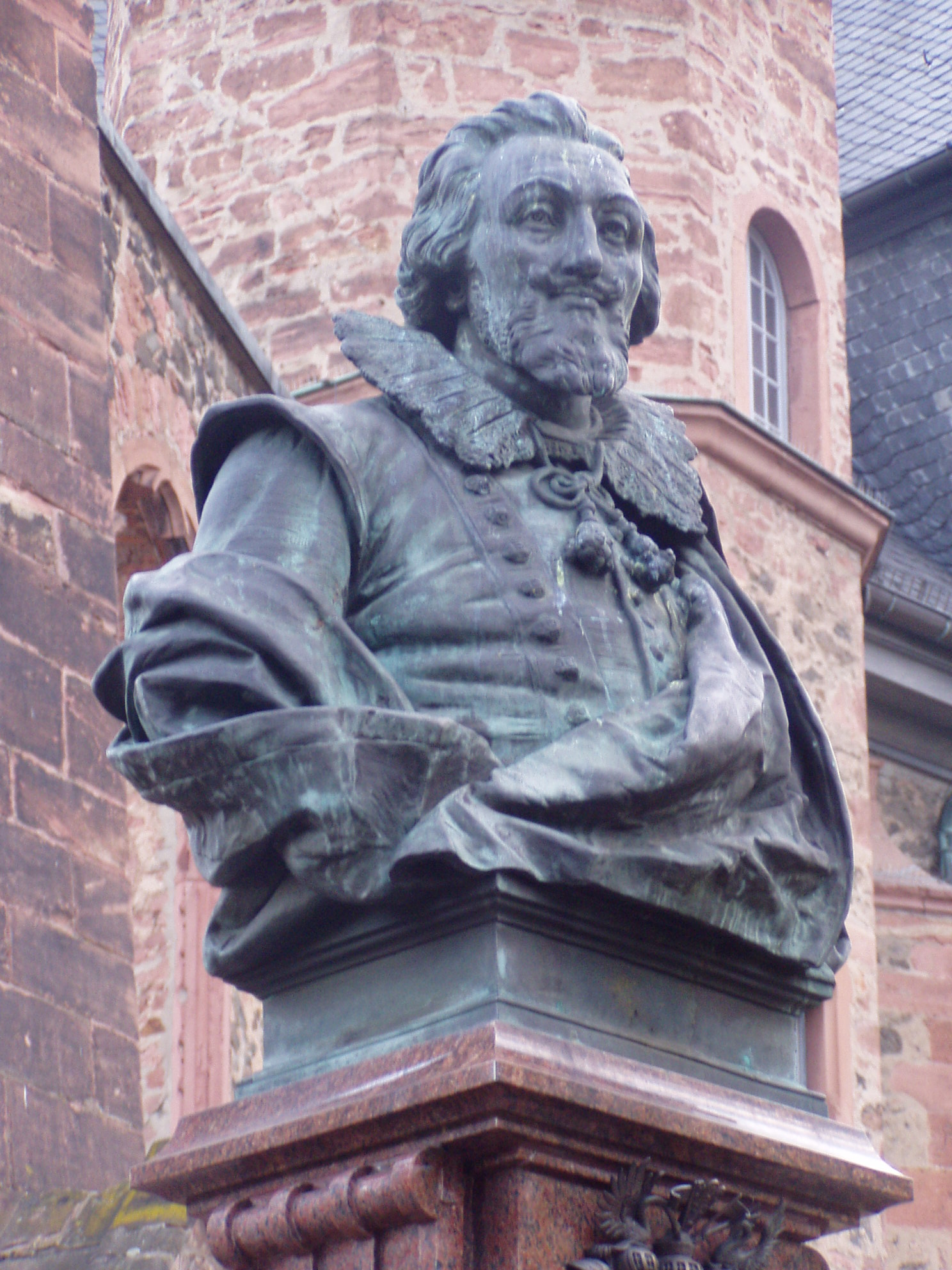
Denkmal Graf Philipp Ludwig II. in Hanau

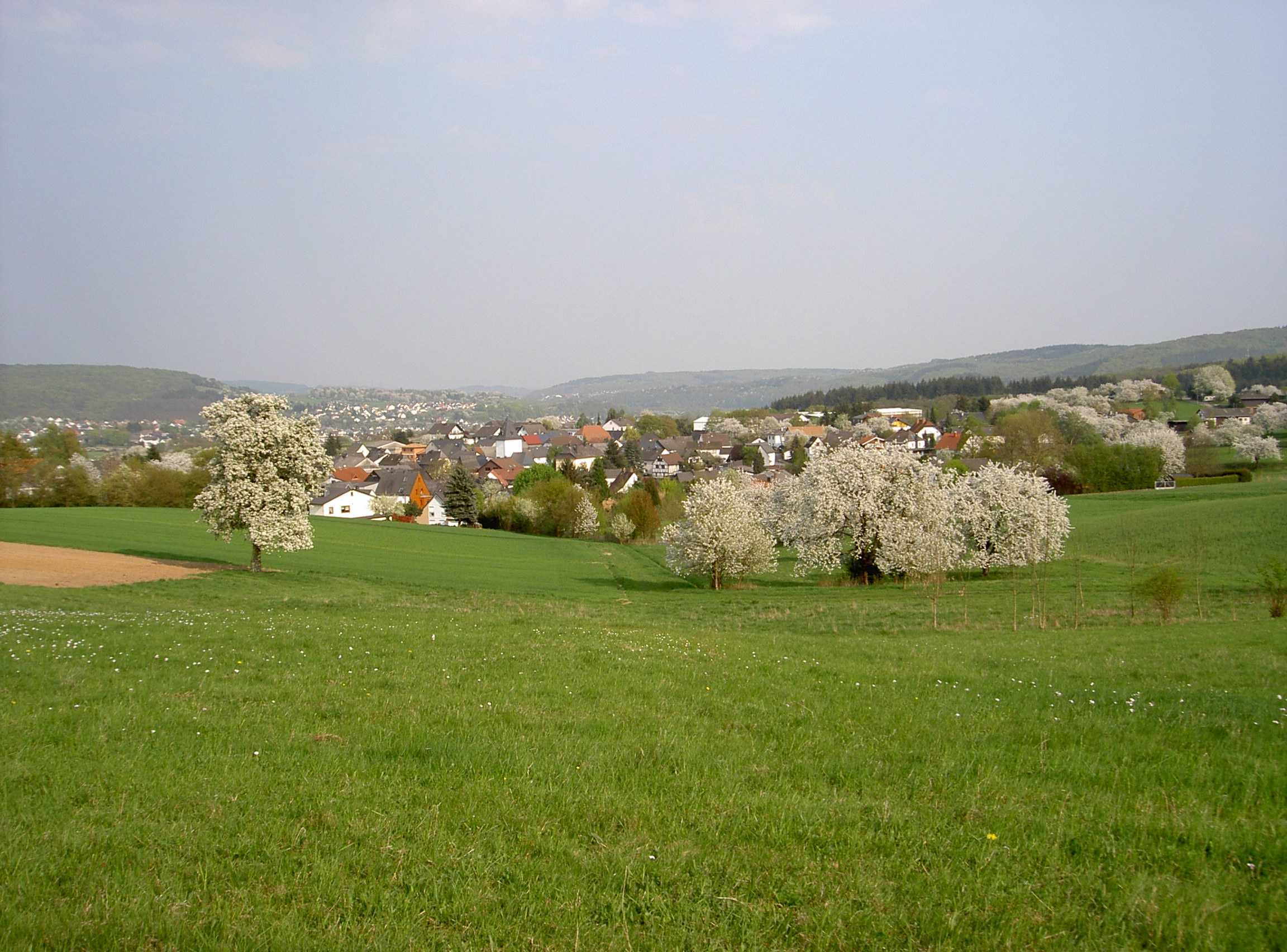
Blick auf die Hugenottenkolonie Daubhausen
Das Maison Rambaud in Greifenthal
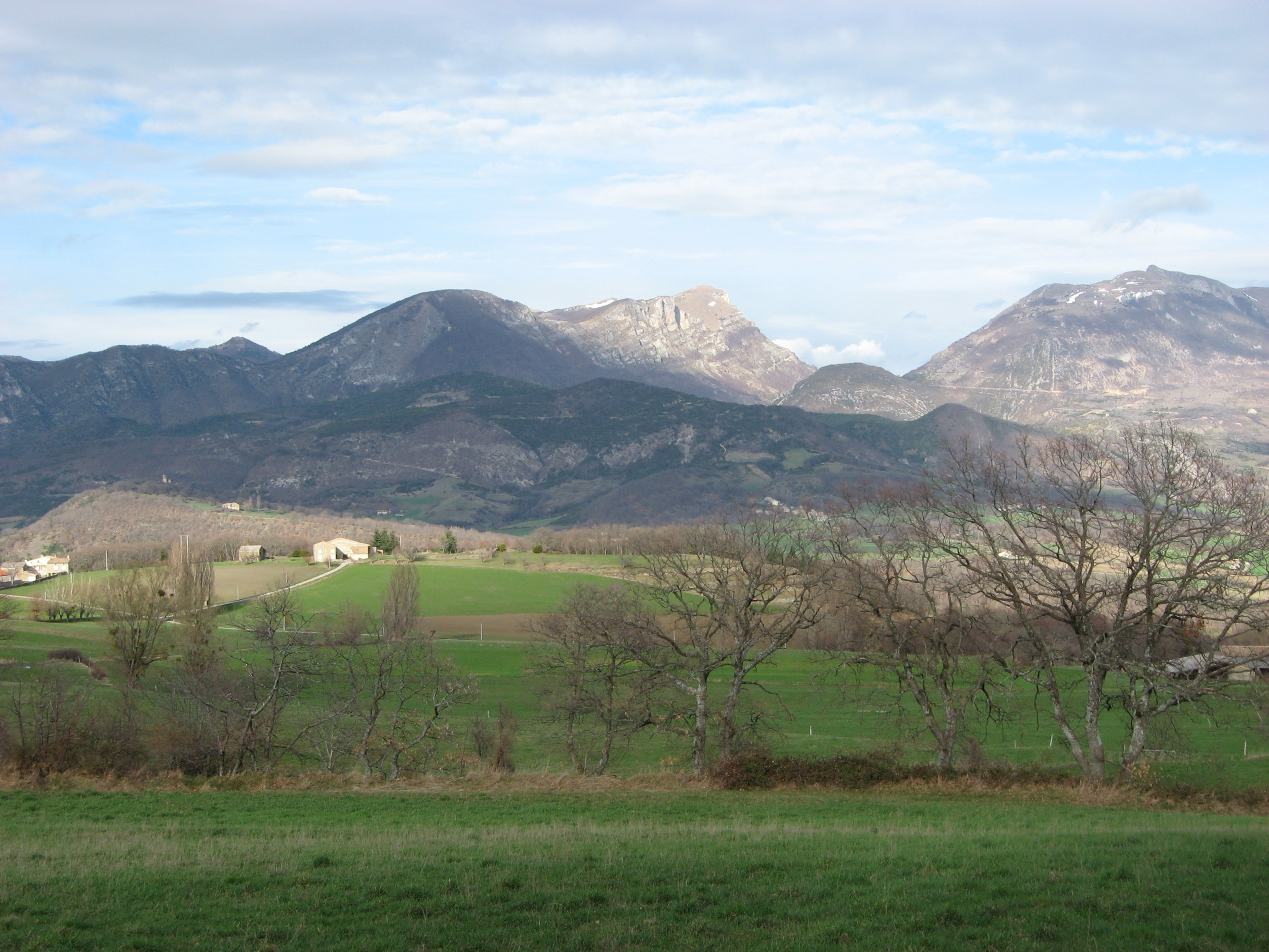
Landschaft bei Bourdeaux
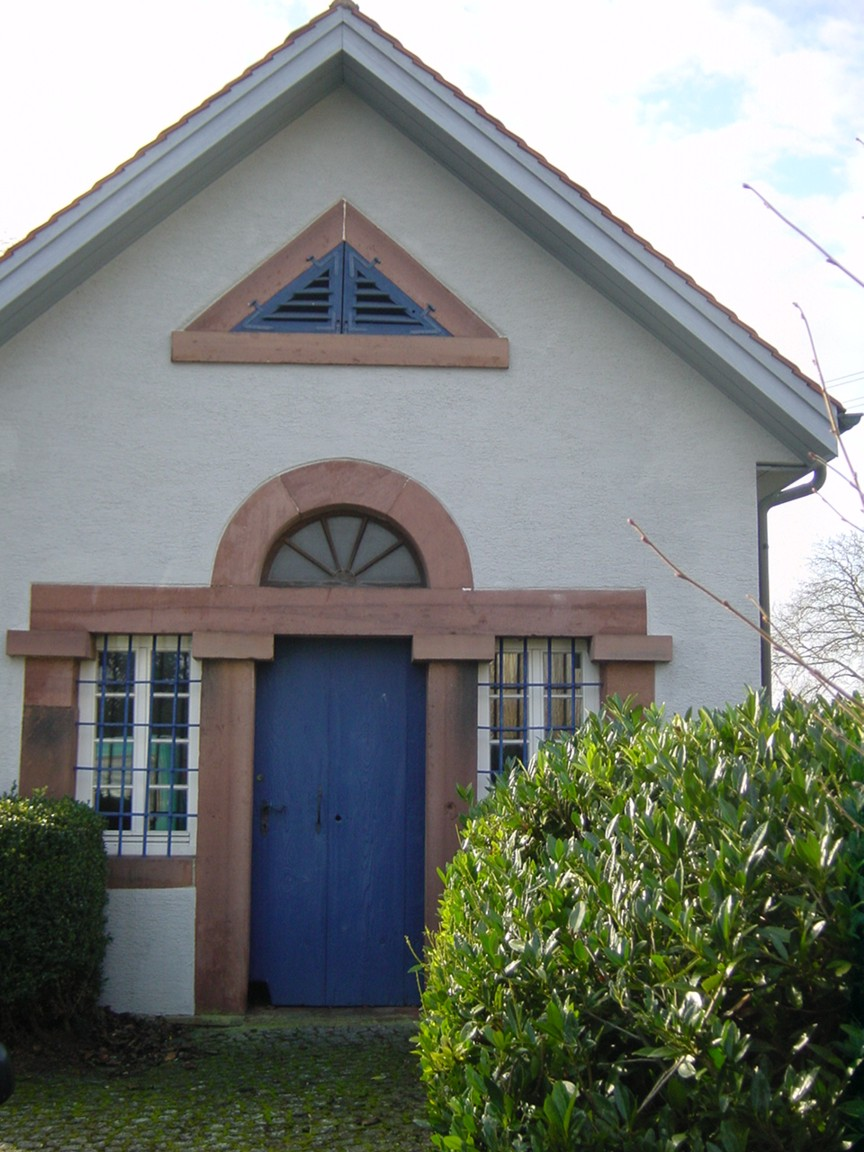
Backhaus in Pinache
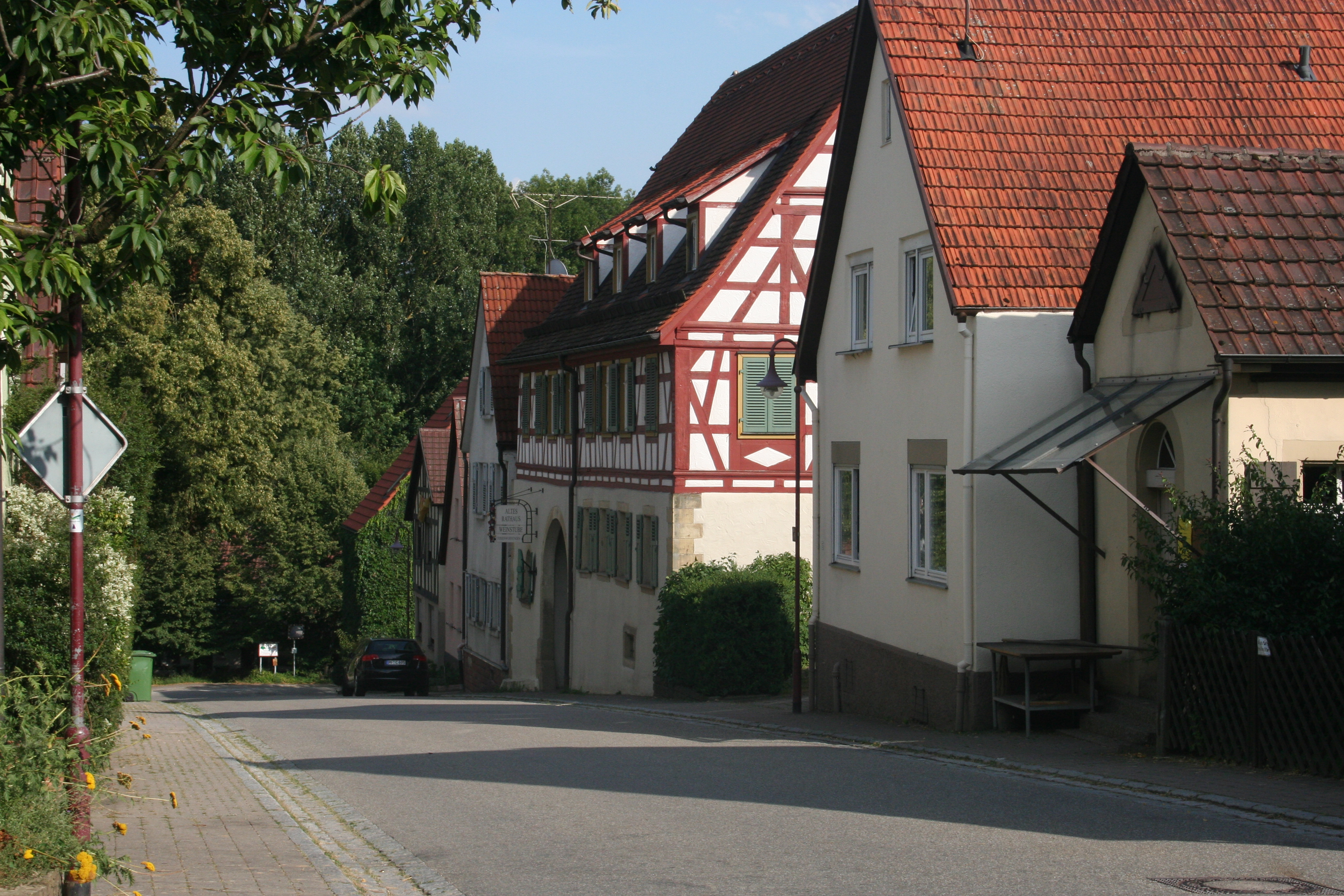
Straßenansicht in Kleinvillars